# Ségur-le-Château
Ségur-le-Château är en kommun i departementet Corrèze i regionen Nouvelle-Aquitaine i de centrala delarna av Frankrike. Kommunen ligger  i kantonen Lubersac som tillhör arrondissementet Brive-la-Gaillarde. År 2022 hade Ségur-le-Château 202 invånare.

## Befolkningsutveckling
Antalet invånare i kommunen Ségur-le-Château
Referens:INSEE

## Galleri

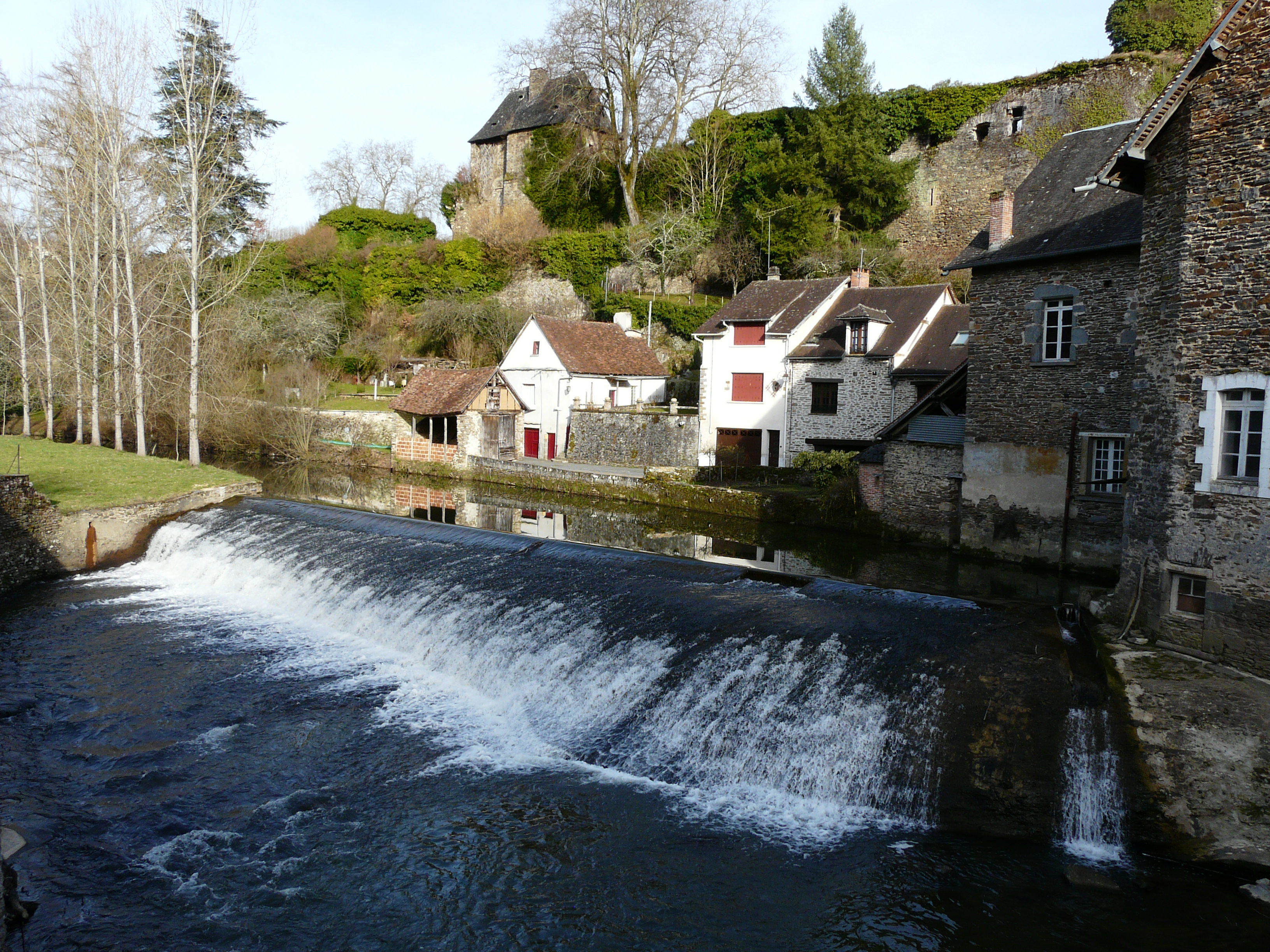
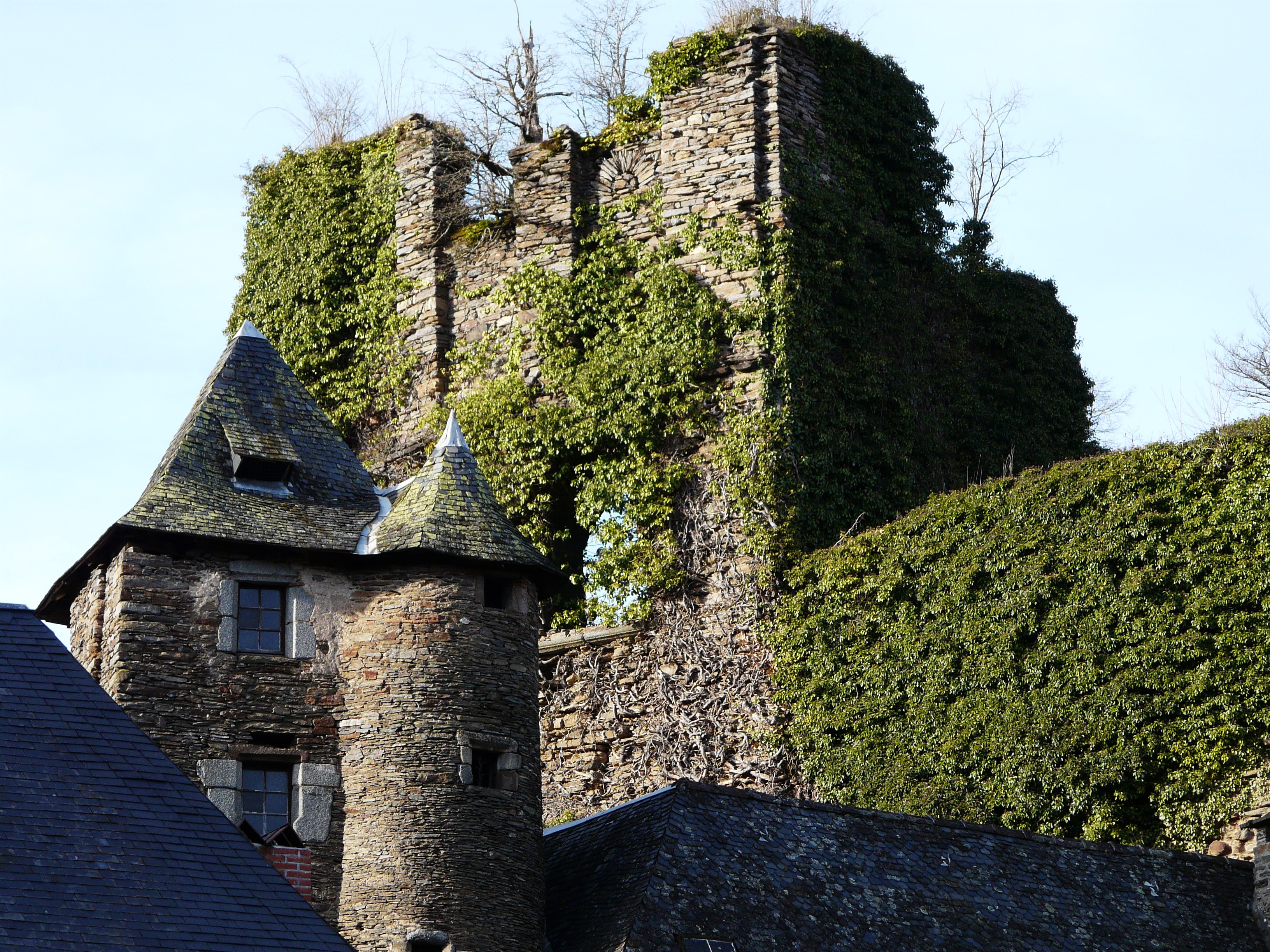
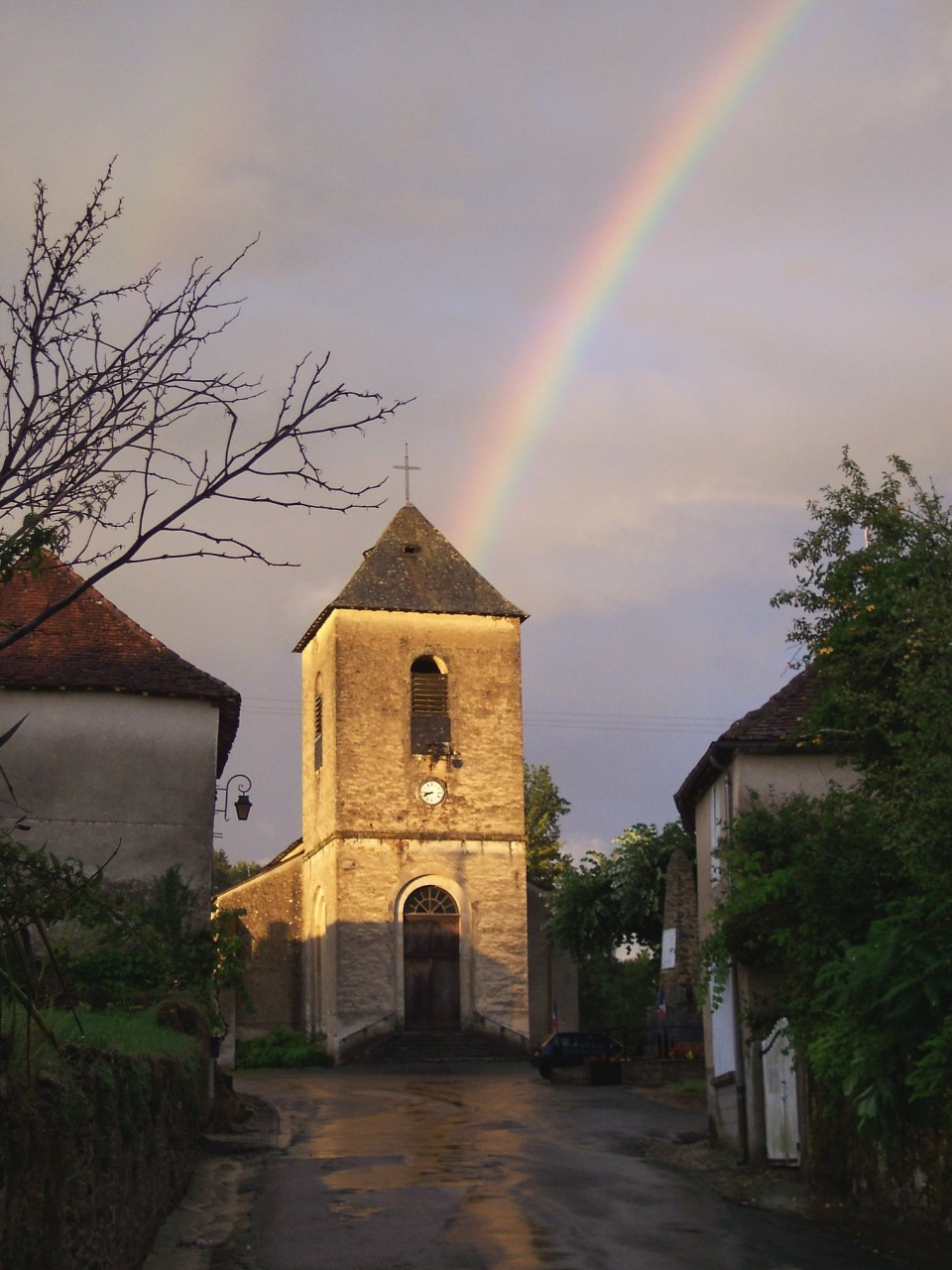
L'église Saint-Léger
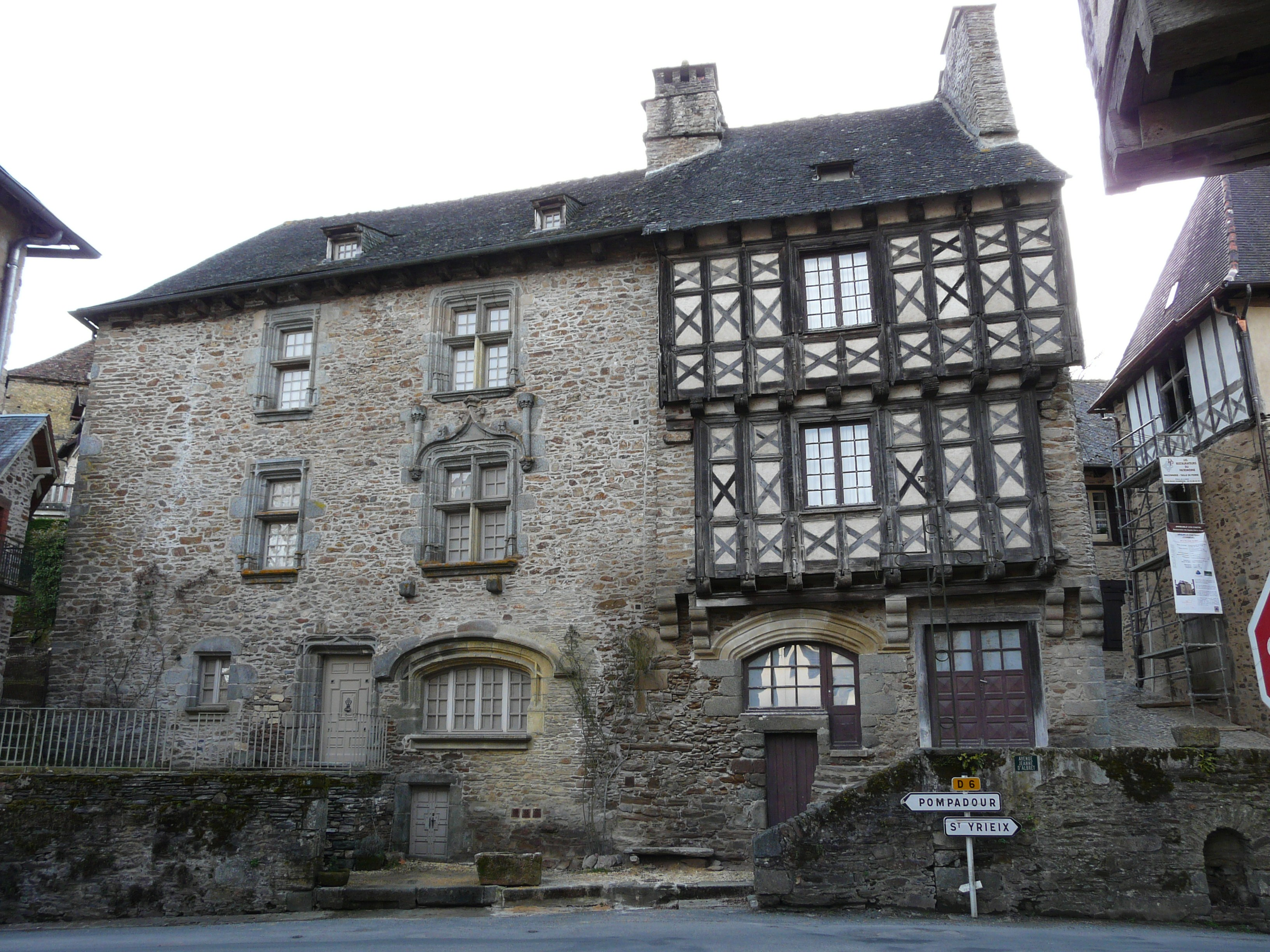
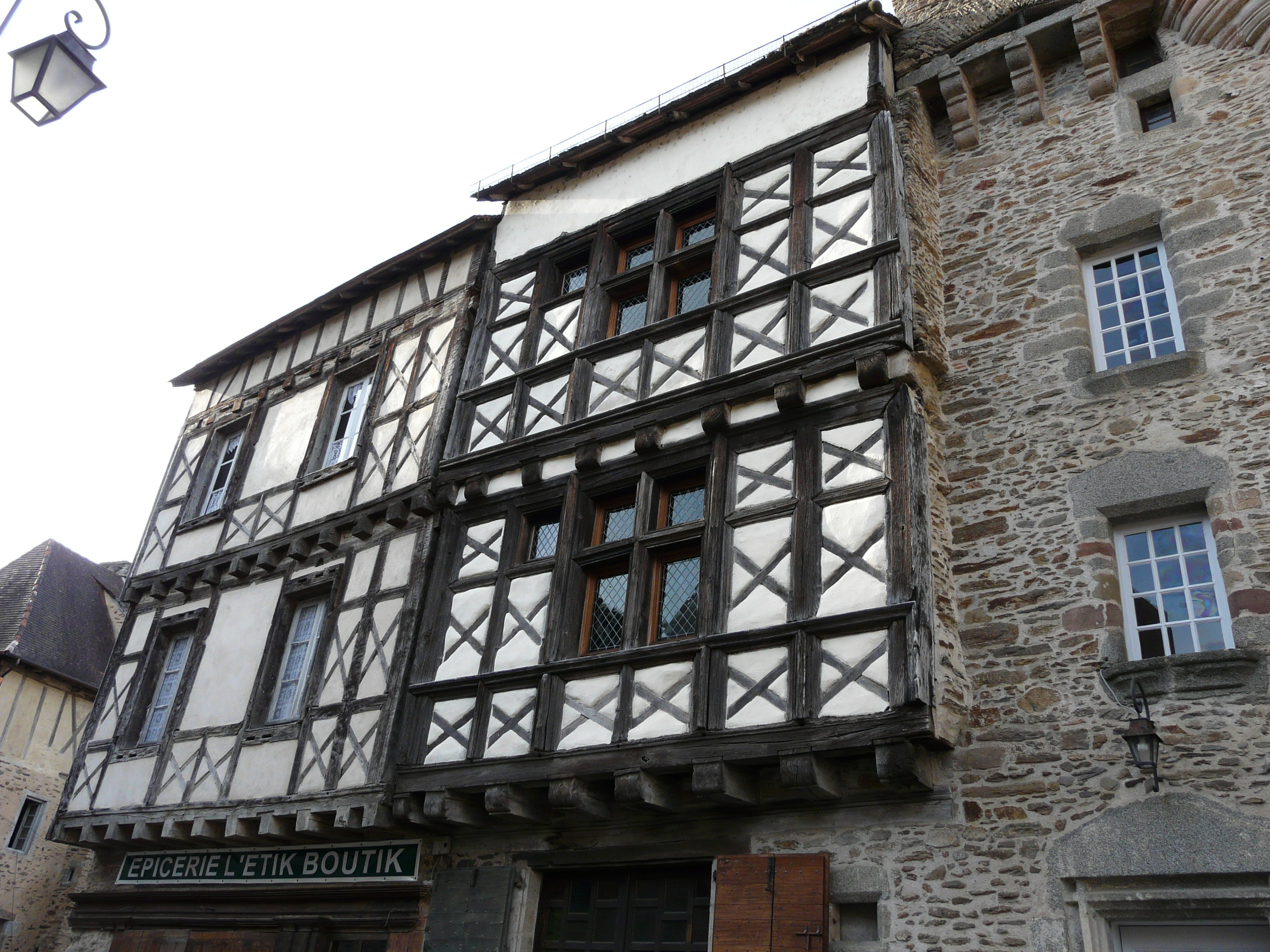
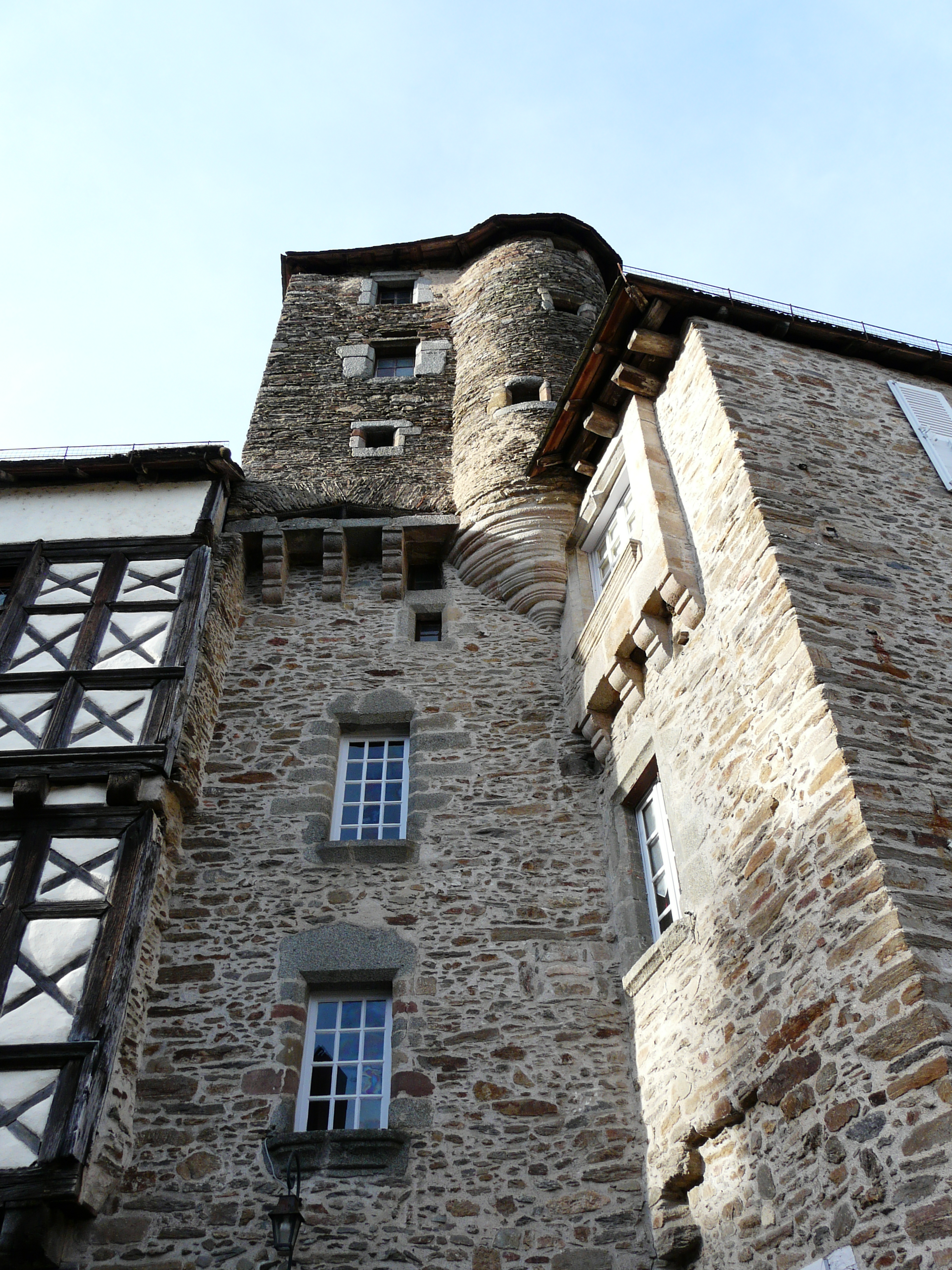
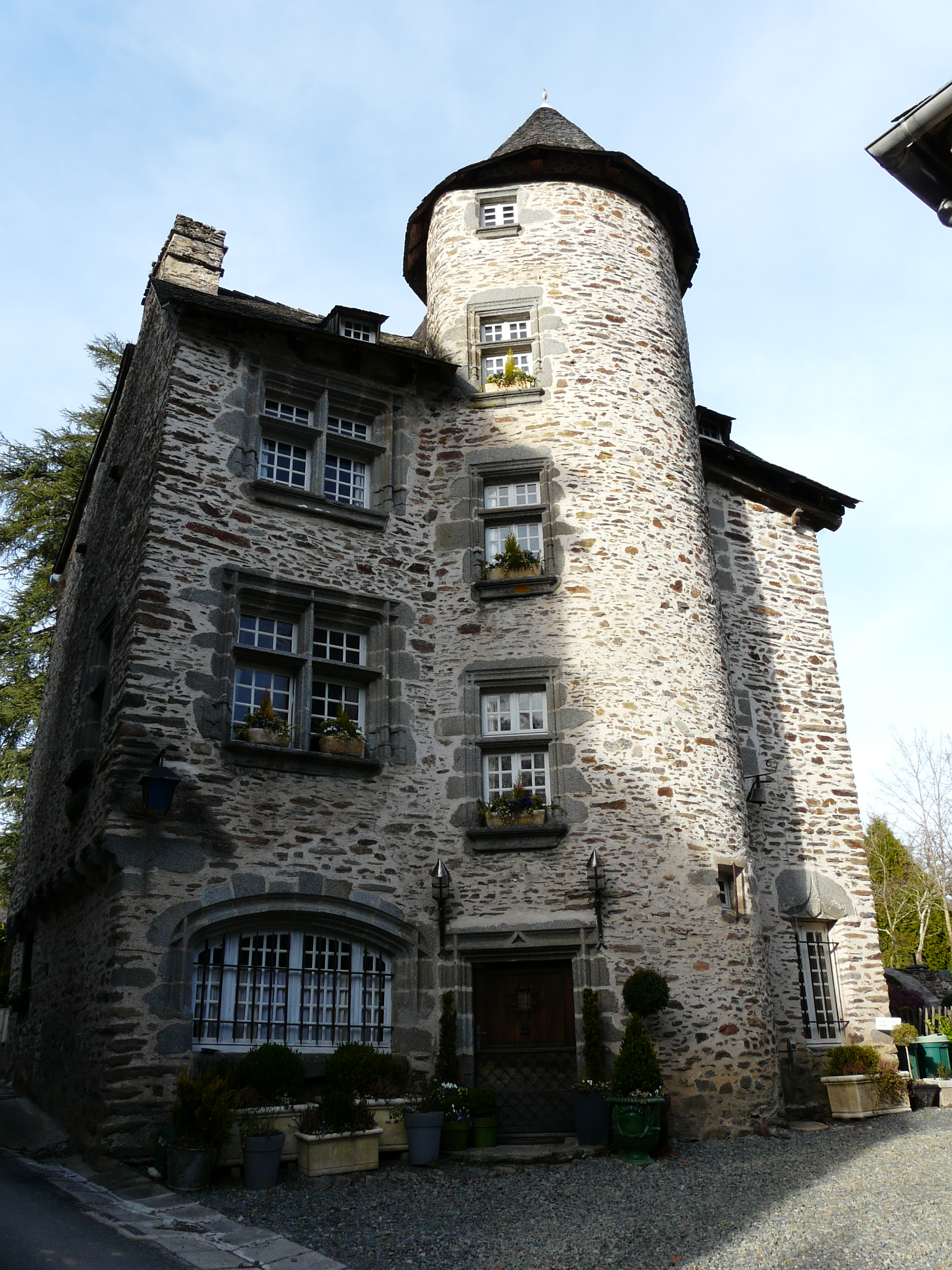
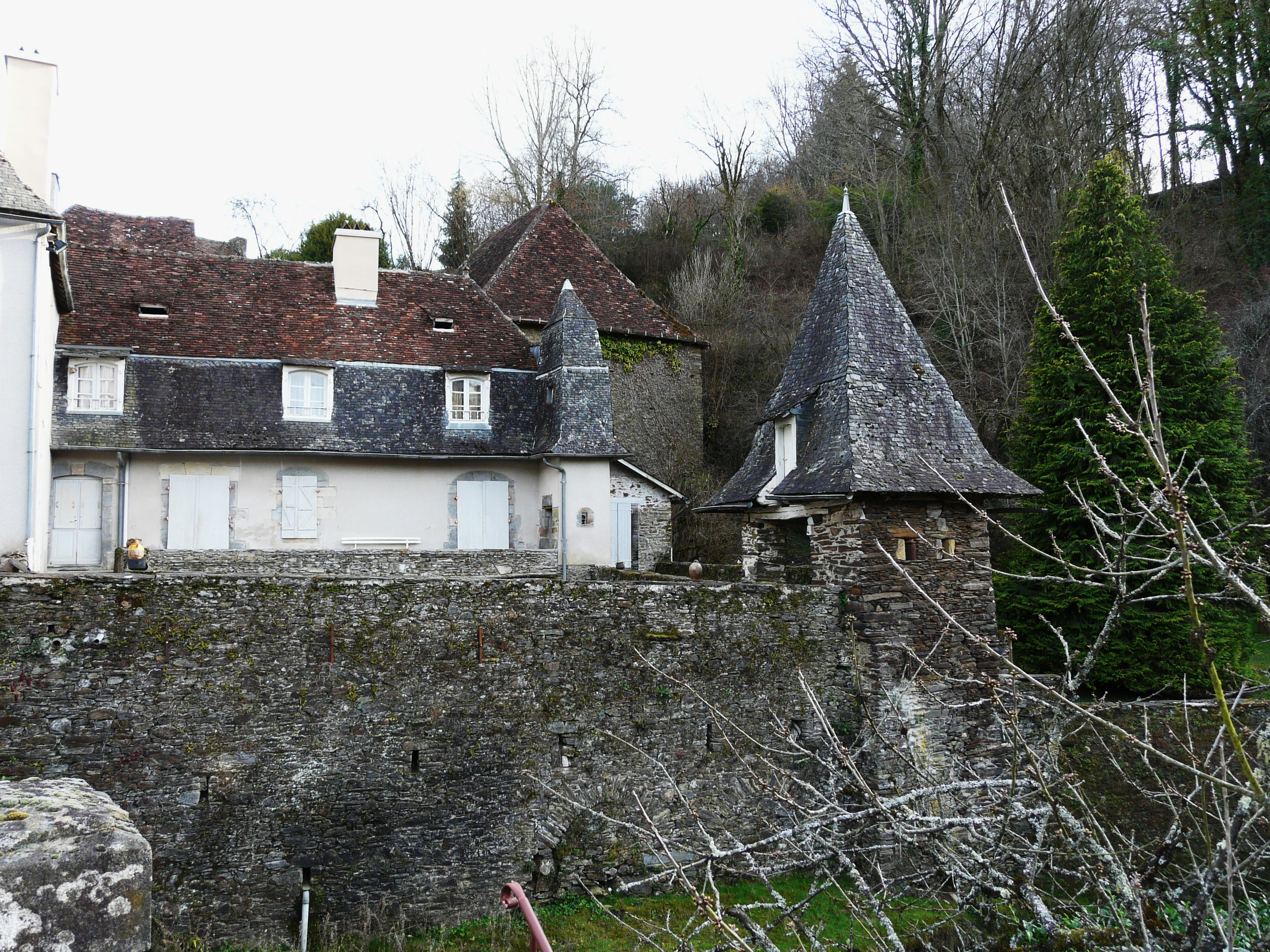
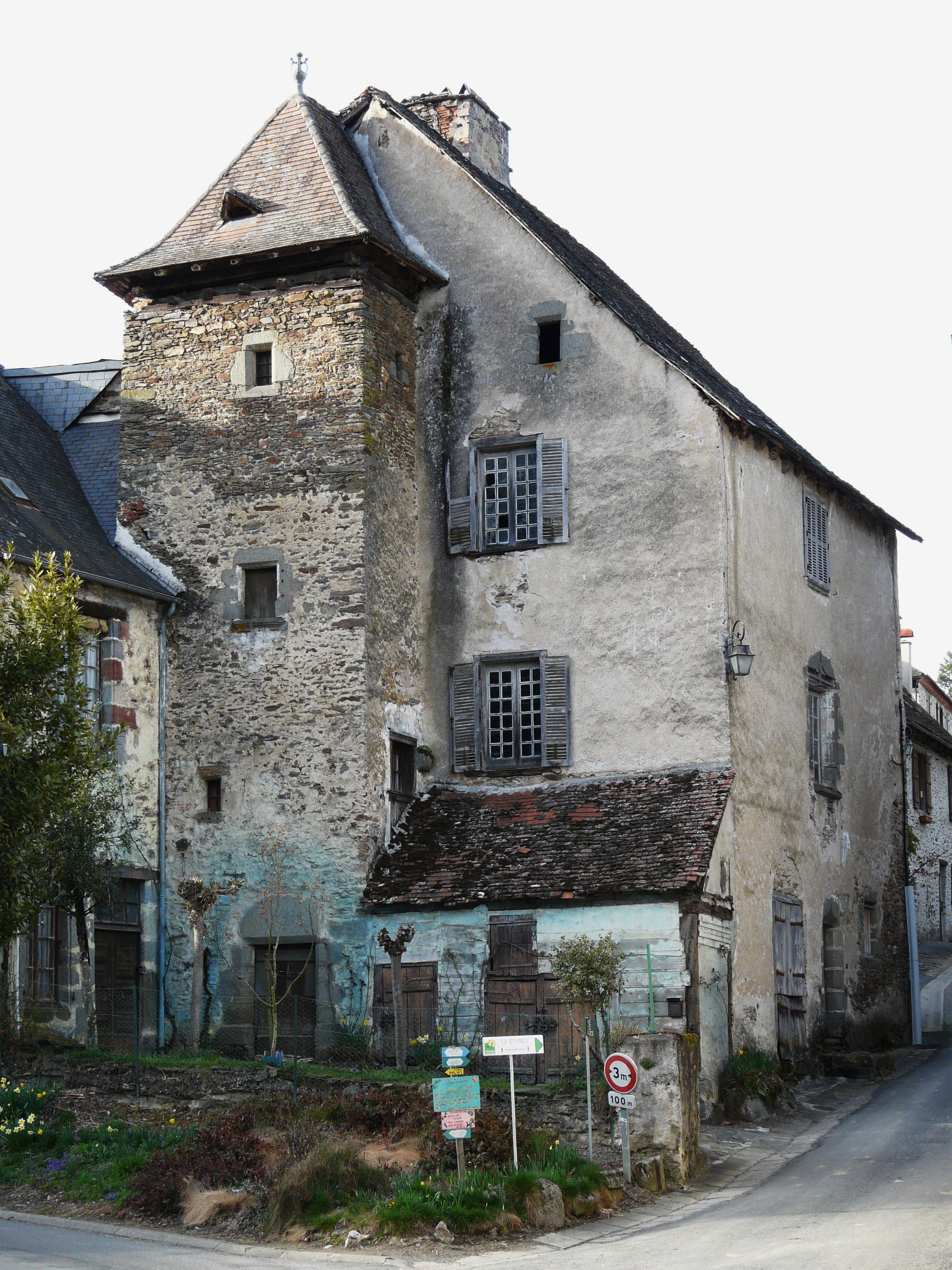